# Ligne de tins

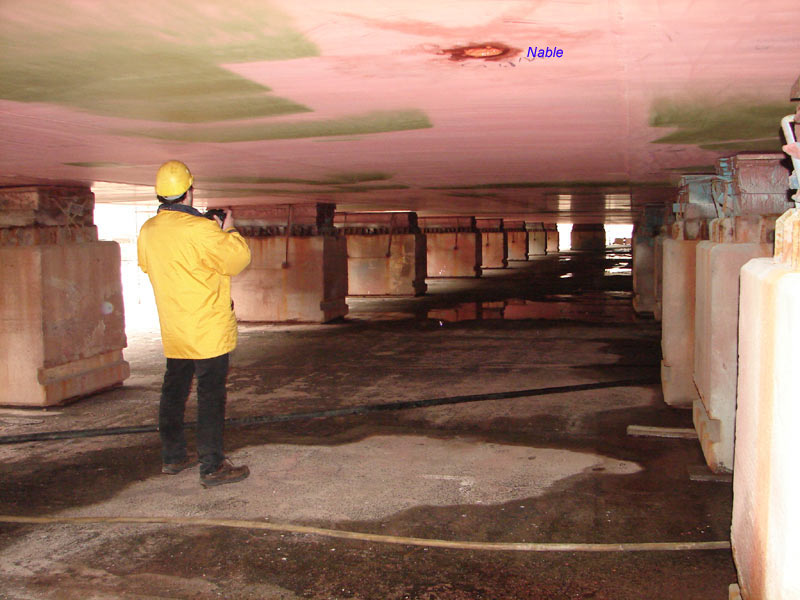
Ligne de tins

Une ligne de tins est une série de pièces de bois (tins) sur laquelle repose la quille d'un navire dans une forme de radoub ou dans un dock flottant.

## Description
Une forme de radoub permet de mettre complètement à sec des bateaux. Ces derniers doivent s'échouer dans une forme de radoub ou un dock flottant,. 
La ligne de tins est constituée d'un ensemble de blocs déplaçables (tins) au-dessus desquels sont placées des pièces de bois (celles-ci évitent le contact de l'acier avec la coque du bateau). Elle permet au navire de ne pas reposer directement au fond de la forme permettant les travaux de réparation ou de peinture sur les fonds. 
Certains blocs peuvent être enlevés au besoin, une fois le navire à sec, pour donner l'accès aux nables (orifices de vidange munis d'un bouchon) de certains ballasts.

## Galerie photos

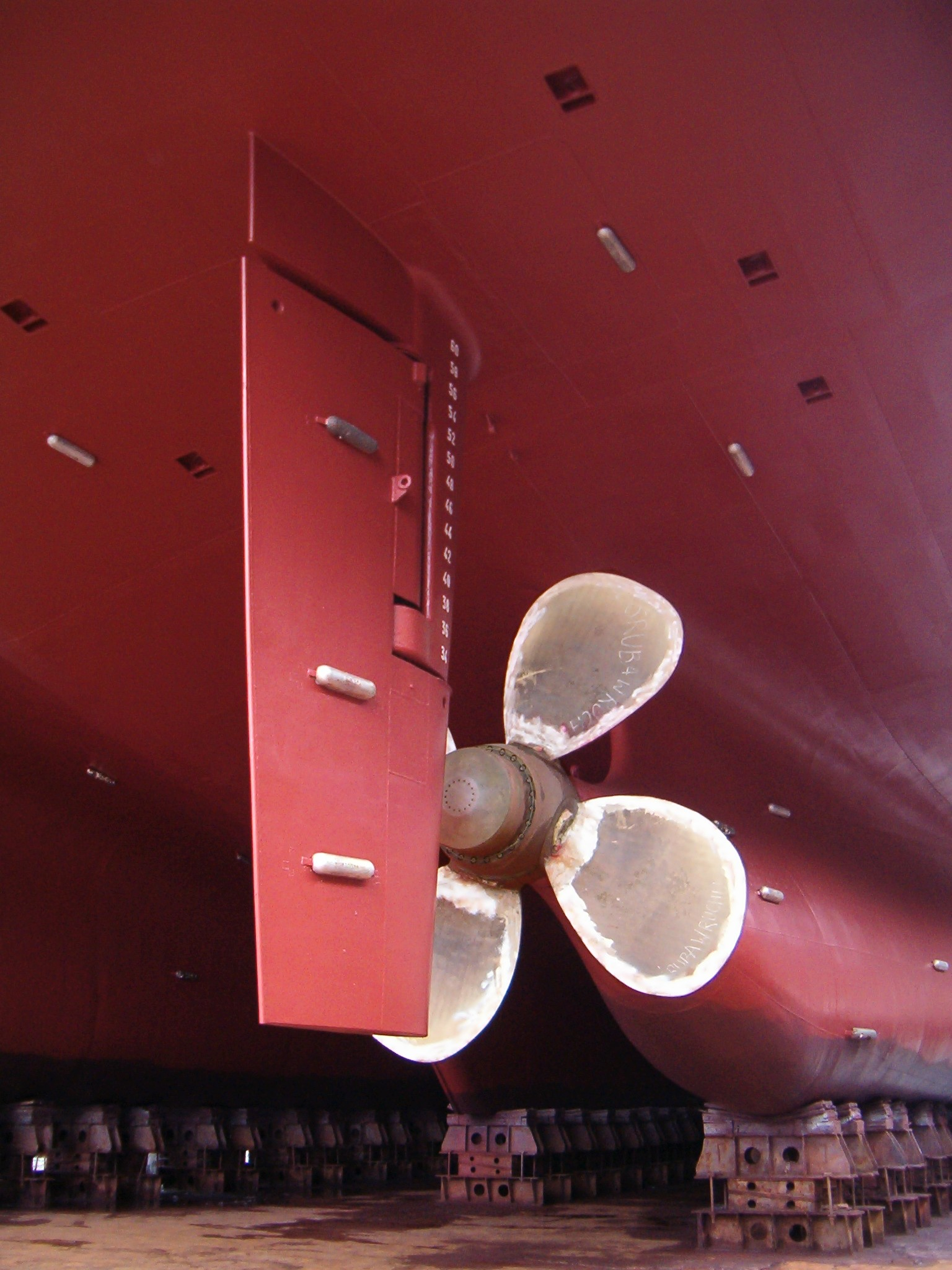
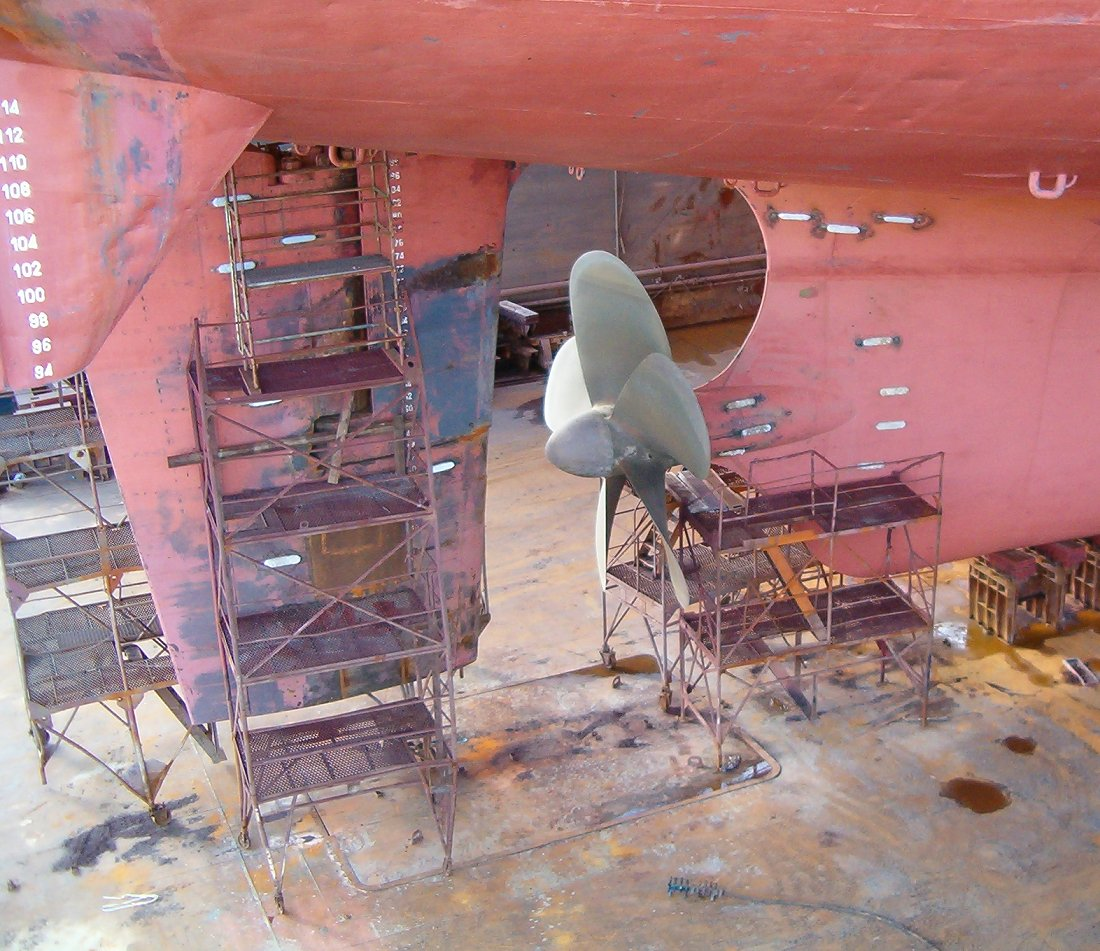
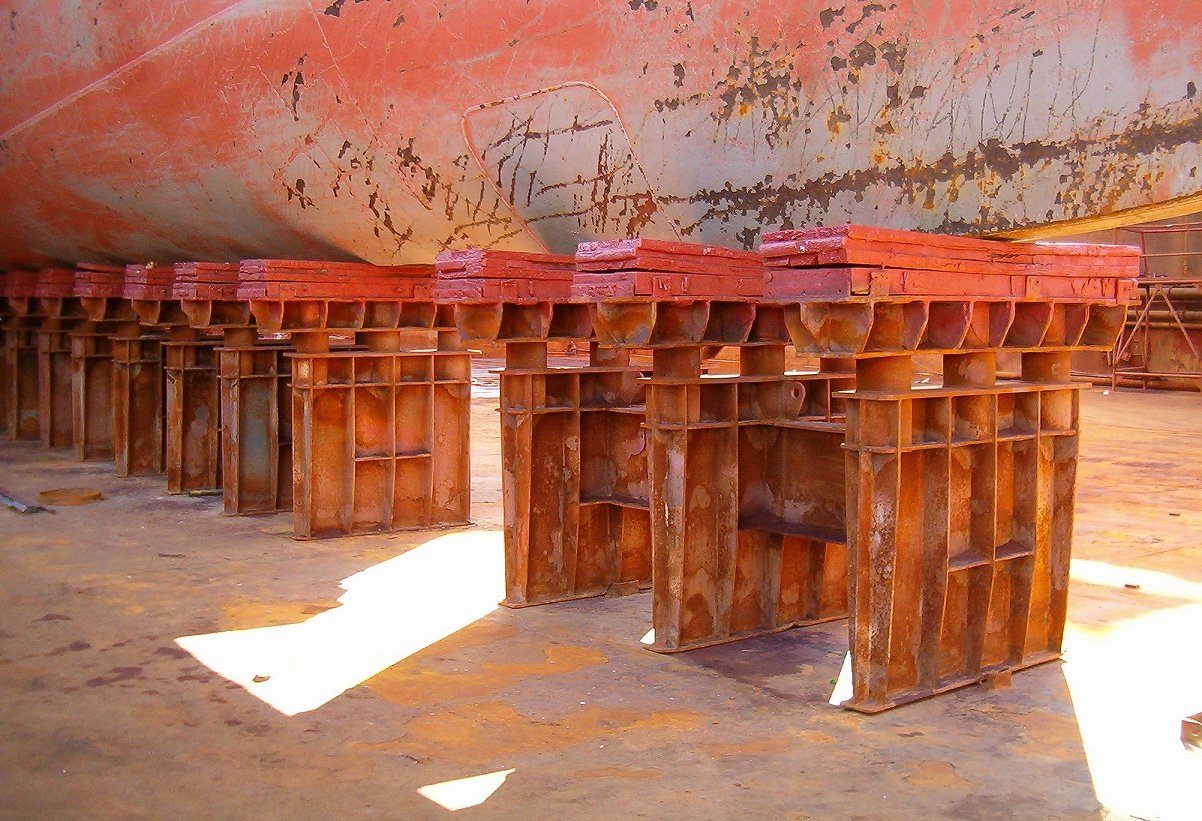